# Arcachon Cup 1989
L'Arcachon Cup 1989  è stato un torneo di tennis giocato sulla terra rossa. È stata la 1ª edizione del torneo, che fa parte della categoria Tier V nell'ambito del WTA Tour 1989. Si è giocato ad Arcachon in Francia, dal 10 al 16 luglio 1989.

## Campionesse

### Singolare
Judith Wiesner ha battuto in finale  Barbara Paulus con il punteggio di 6–3, 6–7, 6–1

### Doppio
Sandra Cecchini /  Patricia Tarabini hanno battuto in finale  Mercedes Paz /  Brenda Schultz con il punteggio di 6–3, 7–6